# Alfred Fehler
Alfred Fehler (* 26. Juli 1879 in Görlitz; † 13. August 1945 ebenda) war der erste Görlitzer Oberbürgermeister nach dem Ende des Zweiten Weltkrieges. Er war vor dem Verbot der Freimaurerei durch die Nationalsozialisten Mitglied der Görlitzer der Freimaurerloge Zur gekrönten Schlange.

## Leben
Fehler wurde 1879 in Görlitz geboren und wuchs auch in der Stadt auf. Am 15. Februar 1900 legte er auf dem Augustum das Abitur ab und begann danach ein Studium der Rechts- und Staatswissenschaften in München, Berlin und Breslau. Am 9. Mai 1904 legte er am Oberlandesgericht Breslau seine erste juristische Prüfung ab und war dort bis 1909 als Referendar tätig. Nach dem Abschluss der zweiten juristischen Prüfung wurde er am 15. Mai 1909 zum Generalassessor ernannt. 1910 kehrte er nach Görlitz zurück und war dortigen Amtsgericht bis zum 15. April 1914 als Assessor tätig. Mit dem Beginn des Ersten Weltkrieges wurde er zum Armeedienst einberufen. Nach dem Kriegsende wurde er zum Stadtrat berufen und war städtischer Musikbeauftragter. Nach der Machtergreifung Hitlers und der Nationalsozialisten wurde er am 31. Juli 1939 aus dem Amt entlassen und in den Ruhestand versetzt.
Am 10. Mai 1945 – drei Tage nach dem Einmarsch der Roten Armee in Görlitz ernannte ihn der eingesetzte sowjetische Stadtkommandant Oberst Nesterow zum Oberbürgermeister der Stadt. Gemeinsam mit Johanna Dreyer organisierte er kurz nach Kriegsende ein Kinderfest im Stadthallengarten. Es fand am 20. Mai 1945 statt. Verdient machte sich Fehler vor allem um das Stadttheater und das städtische Musikleben. Durch die schlechte Versorgungslage brachen in der Stadt Fleckfieber und Typhus aus. Am 13. August 1945 erlag er mit 66 als einer der ersten dem Hungertyphus.
Alfred Fehler wurde in einer Familiengrabstätte auf dem alten städtischen Friedhof beigesetzt. Im Görlitzer Stadtteil Rauschwalde trägt eine Straße den Namen Fehlers.